# Francisco Falcó y Valcárcel
Francisco Falcó y Valcárcel (Valencia, España, 1795-Madrid, 1878), fue un teniente de navío y marqués de Almonacid de los Oteros. 

## Biografía
Francisco Falcó y Valcárcel nació en Valencia el 18 de octubre de 1795. Hijo de Pascual Falcó y Luchades, Barón de Benifayó, maestrante de Valencia en 1792 y en 1800, regidor del estado noble de Valencia, y de María Concepción Valcárcel y Pascual del Povil, nacida en Orihuela el 2 de febrero de 1774, Marquesa de Castel Rodrigo. Sus hermanos fueron Pascual, Juan, Antonio y Manuel.
Sienta plaza de guardia marina en 1819, en el Departamento de Cádiz. Embarca en la fragata Perla ese mismo año, transbordando al navío Guerrero en julio de 1820. Asciende a alférez de fragata en 1821. Tras un año de licencia, embarca en el bergantín Jasón y en el cañonero nº 28. A finales de 1823, vuelve a obtener licencias para Málaga e Italia. En septiembre de 1824, asciende a la clase de alférez de fragata por haber quedado nulo el que obtuvo en agosto de 1821, continuando con licencia hasta que, en 1825, es asignado al servicio activo, ascendiendo a alférez de navío. De nuevo obtiene la licencia hasta junio de 1827, haciéndose cargo del detall de las obras del puerto de Barcelona. En junio de 1828, se le niega la licencia para la Corte y se ordena su embarque inmediato para que pueda adquirir los conocimientos de su clase, embarcando en la goleta Nueva María. Obtiene nueva licencia por enfermedad; en 1829, queda en calidad de ayudante temporal de la Comandancia Marina de Barcelona. 
En 1830, se le otorga el título de Caballero de la Orden de Santiago y, además, se le conceden sucesivas licencias para Italia y la Corte, hasta que, en 1833, se le niegan más prórrogas. En julio de 1834, se le concede el retiro del servicio activo, pero no el ascenso que solicita. En 1835, se le confiere la graduación de Teniente de navío retirado y, en 1844, la Reina le otorga el uso del distintivo Capitán de fragata. En 1850 le conceden el uso del uniforme de Capitán de navío, continuando como Teniente de navío retirado hasta su fallecimiento el 6 de abril de 1878. 
En 1870 contrae matrimonio con la madre de la Condesa de Vilches, doña Pilar Dotres Gibert, futura Marquesa de Almonacid. Fue senador vitalicio de forma intermitente entre los años 1853 y 1868. Se encuentra enterrado en el cementerio de la Sacramental de San Isidro de Madrid, en el panteón del Marqués de Almonacid.